# 科里登 (印第安纳州)
科里登（Corydon）是美国印第安纳州哈里森縣下的一个城镇，建于1808年，是印第安纳州最早的州府，也是印第安纳辖区继Vincennes之后的第二个首府。2000年普查时有2715人口。该镇在美国独立战争时期最初由英军占领，也是科里登战斗爆发的地点。